# Boris Rösner

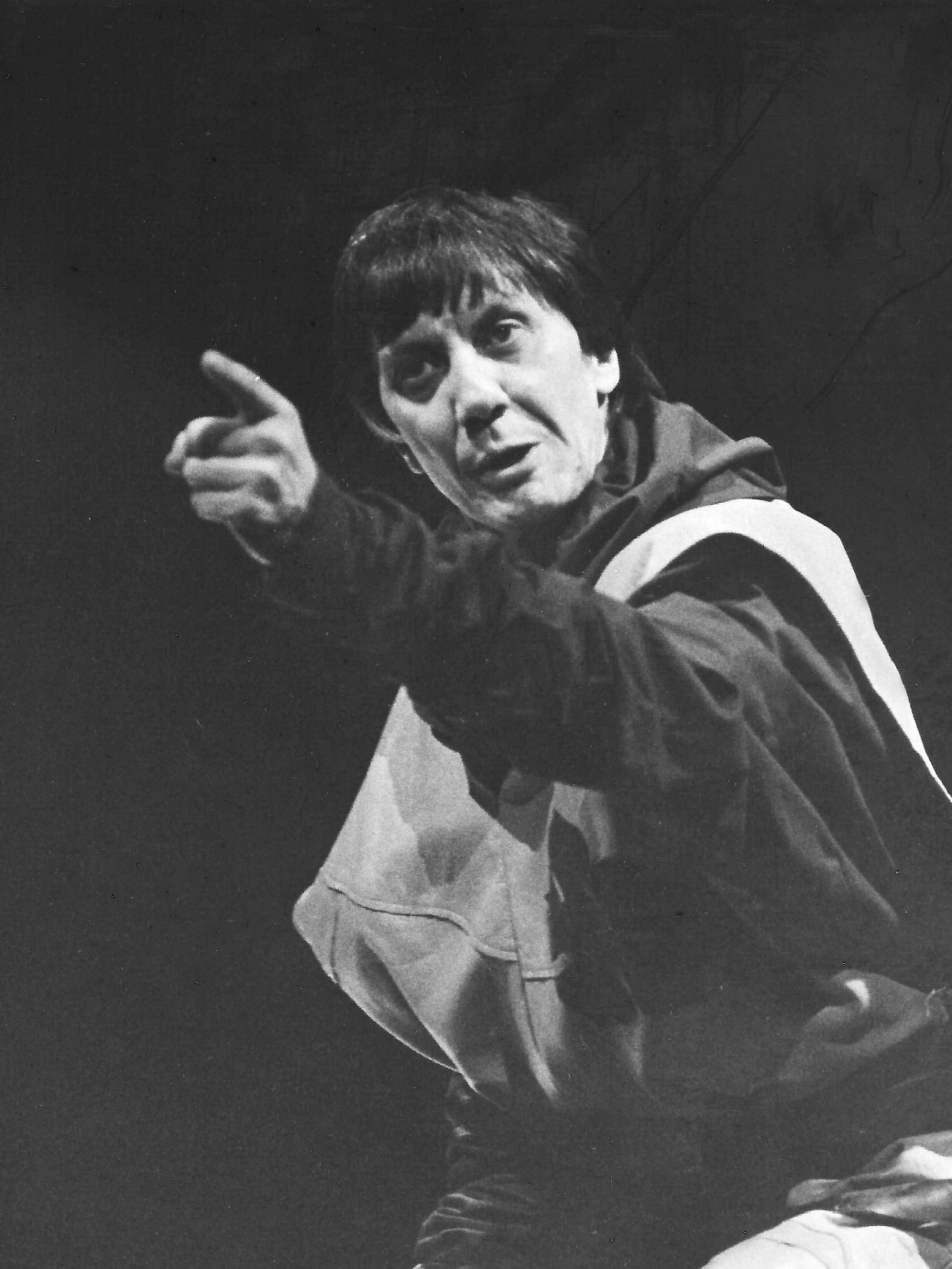
Boris Rösner in 1992

Boris Rösner (Opava, 25 januari 1951 - Kladno, 31 mei 2006) was een Tsjechisch theater-, film- en televisieacteur.
Rösner speelde hoofdzakelijk in Tsjechischtalige producties.